# Ridvan Dibra
Ridvan Dibra, né le 9 janvier 1959 à Shkodër, est un écrivain albanais,.

## Biographie
Ridvan Dibra est né à Shkodër en Albanie. Il a étudié à l'université de Shkodër et y a obtenu un diplôme en langue et en littérature albanaise. À partir de 1994, il a enseigné ces mêmes matières dans sa ville natale. Dibra a été journaliste et poète, mais il est le plus connu comme une figure de proue dans le monde contemporain de la littérature albanaise. Il a été récompensé avec plusieurs prix nationaux, y compris le prix Rexhai Surroi du meilleur roman albanais de l'année 2012, pour son roman - Legjenda e vetmisë (La Légende de la Solitude).
Il est actuellement reconnu comme un des cinq meilleurs écrivains albanais, avec Ismaïl Kadaré, Rexhep Qosja, Bashkim Shehu et Fatos Kongoli.

## Œuvres

### Romans
- Nudo (1995)
- Kurthet e dritës (1997)
- Triumfi i Gjergj Elez Alisë (1999)
- Stina e ujkut (2000)
- Të lirë dhe të burgosur (2001)
- Triumfi i dytë i Gjergj Elez Alisë (2003)
- Email (2003)
- Kumte dashurie (2004)
- Sesilja ose sexonix (2005)
- Franc Kafka i shkruan të birit (2007)
- Stina e maceve (2006)
- Kanuni i Lekës së vogël (2011)
- Legjenda e vetmisë (2012)
- Gjumi mbi borë (2016)
- Treni i muzgut (2017)

### Récits
- Prostituta e virgjër (1994)
- Eklipsi i shpirtit (1994)
- Vetmia e diellit (1995)
- Mjerimi i gjysmës (1996)
- Vëlla me centaurët (2002)
- Letra nga provinca
- Unë, Franz Kafka dhe Karta e Bolonjës (2009)
- Në kërkim të fëmijës së humbur (2010)

### Autres
- Thjesht (1989, poèmes)
- Një lojë me emrin postmodernizëm (2007, étude)
- Plagët e Mojsiut (2010, poèmes)